# Silvia Navarro Giménez
Silvia Navarro Giménez (Valencia, 20 de marzo de 1979) es una jugadora española de balonmano perteneciente al Rocasa Gran Canaria ACE de la División de Honor.
Ocupa la demarcación de portera y suele realizar una gran cantidad de paradas decisivas a lo largo de los partidos. Entre sus características principales destacan una gran elasticidad, concentración, anticipación e intuición para atajar los disparos.
Es internacional absoluta con la selección española, con la que logró la medalla de bronce en los Juegos Olímpicos de Londres 2012. En 2011 logró también con la selección, la medalla de bronce en el Campeonato del Mundo disputado en Brasil. En 2014 se proclamó con la misma subcampeona en el Campeonato Europeo de Balonmano de Hungría y Croacia 2014. En 2019 consiguió también una plata en el Mundial de Japón.                                                             
En 2023 fue condecorada con la Orden Olímpica de Oro del COE.